# Lloret ratpenat de casquet blau
El lloret ratpenat de casquet blau (Loriculus galgulus) és una espècie d'ocell de la família dels psitàcids que habita en boscos i medi urbà de la Península Malaia, Sumatra i Borneo.